# Marcin Jaguś
Marcin Jaguś (ur. 5 marca 1984) – polski żużlowiec.
Brat Wiesława Jagusia, również żużlowca.
Licencję żużlową zdobył w 2000 roku. Przez cały czas trwania sportowej kariery (2000–2005) reprezentował barwy klubu Apator Toruń, trzykrotnie zdobywając medale w zawodach z cyklu mistrzostw Polski: złoty (Rzeszów 2005 – młodzieżowe drużynowe mistrzostwa Polski), srebrny (2003 – drużynowe mistrzostwa Polski) oraz brązowy (Leszno 2003 – mistrzostwa Polski par klubowych).
Finalista młodzieżowych indywidualnych mistrzostw Polski (Rybnik 2003 – X m.), finalista młodzieżowych mistrzostw Polski par klubowych (Gorzów Wielkopolski 2005 – IV m.), finalista turnieju o "Brązowy" (Leszno 2000 – VII m.) i "Srebrny Kask" (Bydgoszcz 2003 – VII m.).
W 2005 r., po ukończeniu wieku juniora, zakończył żużlową karierę.